# Joan Banús i Pujol
Joan Banús i Pujol   (Badalona, c. 1787 - Badalona, 8 de novembre de 1852) va ser un pagès i terratinent català, alcalde de Badalona de 1828 a 1829 i de 1835 a 1837.
Va néixer a Badalona vers el 1787, fill i hereu dels badalonins Joan Banús i Molins i Maria Pujol i Auriach. Tenia la seva residència a la masia de Can Banús, al barri de Canyet, mentre que les seves terres s'estenien per aquest sector i el del veí barri de Sistrells.
Va participar en la política local de Badalona, està documentat com a alcalde de la llavors vila el 1828-1829, i més tard va esdevenir alcalde el 1835-1837, el primer després de l'establiment del règim liberal a Espanya. El seu mandat es va veure marcat per la Primera Guerra Carlina, raó per la qual es va fortificar l'església de Santa Maria i els voltants, i la implantació de la Milícia Nacional.
En l'àmbit personal es va casar amb Gertrudis Riera i Bassa, de Granollers, germana de Josep Riera, alcalde de Badalona el 1831. Dels diversos fills, l'hereu va ser Francesc Banús i Riera, casat amb Isabel Seriol i Remolins, fillastra de Pere Vehils, alcalde de Badalona diverses vegades.
Va morir el 8 de novembre de 1852 als 65 anys, i va ser enterrat al Cementiri Vell.